# سرآشپز برتر
سرآشپز برتر یک مجموعه تلویزیونی رئالیتی شو آمریکایی است که در مارس ۲۰۰۶ از شبکه براوو پخش شد. این نمایش رقابت آشپزهایی را نشان می‌دهد که در چالش‌های ویژه با یکدیگر رقابت می‌کنند. شرکت‌کنندگان توسط گروهی از سرآشپزهای حرفه‌ای و افراد سرشناس دیگر از صنعت غذا و نوشیدنی باهم رقابت کرده و نتیجه کارهایشان مورد داوری قرار می‌گیرند و در هر قسمت یک یا چند شرکت‌کننده حذف می‌شوند. این نمایش توسط کمپانی Magical Elves Productions، سازنده‌ی «پروژه مد» تولید می‌شود.
موفقیت این نمایش منجر به اسپین‌آف‌های متعددی مانند «استادان سرآشپز برتر»، «سرآشپز برتر: فقط دسر»، «سرآشپز برتر نوجوان»، «سرآشپز برتر آماتور» و «سرآشپز برتر: سبک خانوادگی» و همچنین اسپین‌آف‌های اسپانیایی‌زبان از جمله «Top Chef Estrellas» [es] و «Top Chef VIP» شده است. در ضمن اقتباس‌های بین‌المللی متعددی از این نمایش تولید شده است. فصل بیست و یکم، «سرآشپز برتر: ویسکانسین»، در ۲۰ مارس ۲۰۲۴ به نمایش درآمد. این سریال برای فصل بیست و دوم تمدید شده است.

## قالب برنامه
«سرآشپز برتر» یک نمایش آشپزی با روند حذف مرحله‌ای شرکت کنندگان است. هر فصل با انتخاب ۱۲ تا ۱۹ سرآشپز حرفه‌ای از طریق آزمون‌های ورودی آغاز می‌شود. این سرآشپزها به شهر یا ایالتی که میزبان آن فصل است برده می‌شوند و این شهر/ایالت معمولا الهام‌بخش تم‌های کلی فصل برای آشپزی خواهد بود. سرآشپزها در طول فصل در یک آپارتمان، خانه یا هتلی که برایشان تهیه شده زندگی می‌کنند و دسترسی محدودی به ارتباطات خارجی دارند. در هر قسمت، سرآشپزها در دو چالش شرکت می‌کنند: «چالش سریع» و «چالش حذف». برنده‌ی «چالش سریع» معمولا از مصونیت در برابر حذف در مراحل بعدی برخوردار است. همانطور که از اسم آن پیداست، بازنده‌ی «چالش حذف» از مسابقه کنار گذاشته می‌شود. این روند تا زمانی که دو یا سه سرآشپز باقی می‌مانند، ادامه دارد. سپس از هر فینالیست خواسته می‌شود تا یک وعده غذایی کامل تهیه کند؛ سرآشپزی که به قضاوت داوران بهترین غذا را تهیه کند، به عنوان «سرآشپز برتر» فصل انتخاب می‌شود. در اواخر فصل، هنگامی که تنها چهار یا پنج سرآشپز باقی می‌مانند، صحنه رقابت و محل نمایش به مکان دیگری انتقال پیدا می‌کند تا رقابت را به اتمام برساند.
در «چالش سریع»، سرآشپزها باید غذایی تهیه کنند که مطابق با الزامات خاصی باشد (برای مثال استفاده از مواد اولیه‌ی معین یا ایجاد یک طعم خاصی) یا در یک چالش مرتبط با آشپزی شرکت کنند (برای مثال مسابقه‌ی آماده‌سازی اولیه‌ی مواد [mise en place] یا تست‌کردن طعم غذا). معمولا شرکت کنندگان برای تکمیل این کارها کمتر از یک ساعت فرصت دارند. «چالش سریع» به طور سنتی با اعلام مجری، «وقت شما شروع شد» آغاز می‌شود و با گفتنِ «دست‌ها بالا، وسایل روی میز» به پایان می‌رسد. یک داور مهمان، یک یا چند سرآشپز را به عنوان بهترین‌های این چالش انتخاب می‌کند. در اوایل فصل، به سرآشپز(های) برنده، مصونیت از «چالش حذف» آن قسمت اعطا می‌شود. با کاهش تعداد شرکت‌کنندگان، مصونیت حذف می‌شود و در عوض، برنده یک مزیت دریافت می‌کند (مانند رهبر تیم شدن در یک چالش گروهی یا انتخاب اول مواد اولیه) یا جایزه‌ای (مانند چاقوی سرآشپز، نوشیدنی یا پول نقد). برای تاکید بر فرهنگ و لوکیشن فصل ششم که در لاس‌وگاس برگزار شد، این رئالیتی شو «چالش‌های سریع با ریسک بالا» را معرفی کرد که شامل جوایز خاص، که شامل جایزه نقدی بزرگی به مبلغ بیش از ۱۰,۰۰۰ دلار آمریکا بود، می‌شد.

## فرمت‌های خاص
در اواسط هر فصل، شرکت‌کنندگان در قسمتی با عنوان «جنگ رستوران‌ها» (یا چالش حذف با نامی مشابه) شرکت می‌کنند. آن‌ها بر اساس نتیجه‌ی «چالش سریع» قبلی که در آن شرکت کرده‌اند، به دو تیم تقسیم می‌شوند. در این تیم‌ها، سرآشپزها باید ظرف مدت زمان و بودجه‌ی مشخص، یک فضای خالی را به یک رستوران پاپ‌آپ [رستورانی موقت] تبدیل کنند. آن‌ها باید نام، تم، دکور و منوی رستوران را انتخاب و آماده کنند. معمولا یکی از اعضای تیم به عنوان سرآشپز اجرایی انتخاب می‌شود که مسئول مدیریت آشپزخانه و تسریع خروج غذا است، در حالی که یک عضو دیگر به عنوان مسئول سالن (front of house) انتخاب می‌شود که مسئولیت آموزش پرسنل پذیرایی و مدیریت سالن غذاخوری را بر عهده دارد. در طول فصل‌های مختلف، تغییراتی در فرمول استاندارد «جنگ رستوران‌ها» ایجاد شده است. برای مثال، فصل ۴ نه تنها شامل «جنگ رستوران‌ها» بلکه شامل چالش «جنگ عروسی» نیز می‌شد. فصل ۱۶ این چالش را خیلی زودتر، یعنی در قسمت چهارم برنامه، معرفی کرد و به جای دو تیم معمول، از سه تیم استفاده کرد. فصل ۶ و ۲۰ به سرآشپزها اجازه دادند تا در  یک رستوران واقعی کار کنند، که در فصل ۲۰ با حذف موقعیت مسئول سالن و جایگزین کردن آن با چندین پیشخدمت آموزش‌دیده و یک سرپرست یا مهماندار رستوران (maître d') حرفه‌ای همراه بود.
در «چالش حذف نهایی»، دو یا سه سرآشپز باقی‌مانده باید با کمک دستیار سرآشپزها (sous chefs) یک شام چند وعده‌ای تهیه کنند. این دستیارها می‌توانند شرکت‌کنندگانی باشند که قبلا حذف شده‌اند، یا از اعضای خانواده‌ی شرکت‌کنندگان و حتی چندین سرآشپزمشهور باشد. برنده بر اساس کیفیت کلی غذای آن‌ها انتخاب می‌شود. به طور معمول در این قسمت، «چالش سریع» وجود ندارد.